# Pedro Ávila (beisbolista)
Pedro Manuel Ávila (Caracas, Venezuela, 14 de enero de 1997), más conocido como Pedro Ávila, es un jugador profesional venezolano de béisbol que se desempeña en la posición de lanzador en Cleveland Guardians, equipo de las Grandes Ligas de Béisbol (MLB).

## Carrera
Ávila hizo su debut en la MLB con el equipo San Diego Padres, en el cual jugó cinco temporadas (2019, 2021-2024), después pasó a Cleveland Guardians, donde lleva jugando una temporada.